# Bilinda Butcher

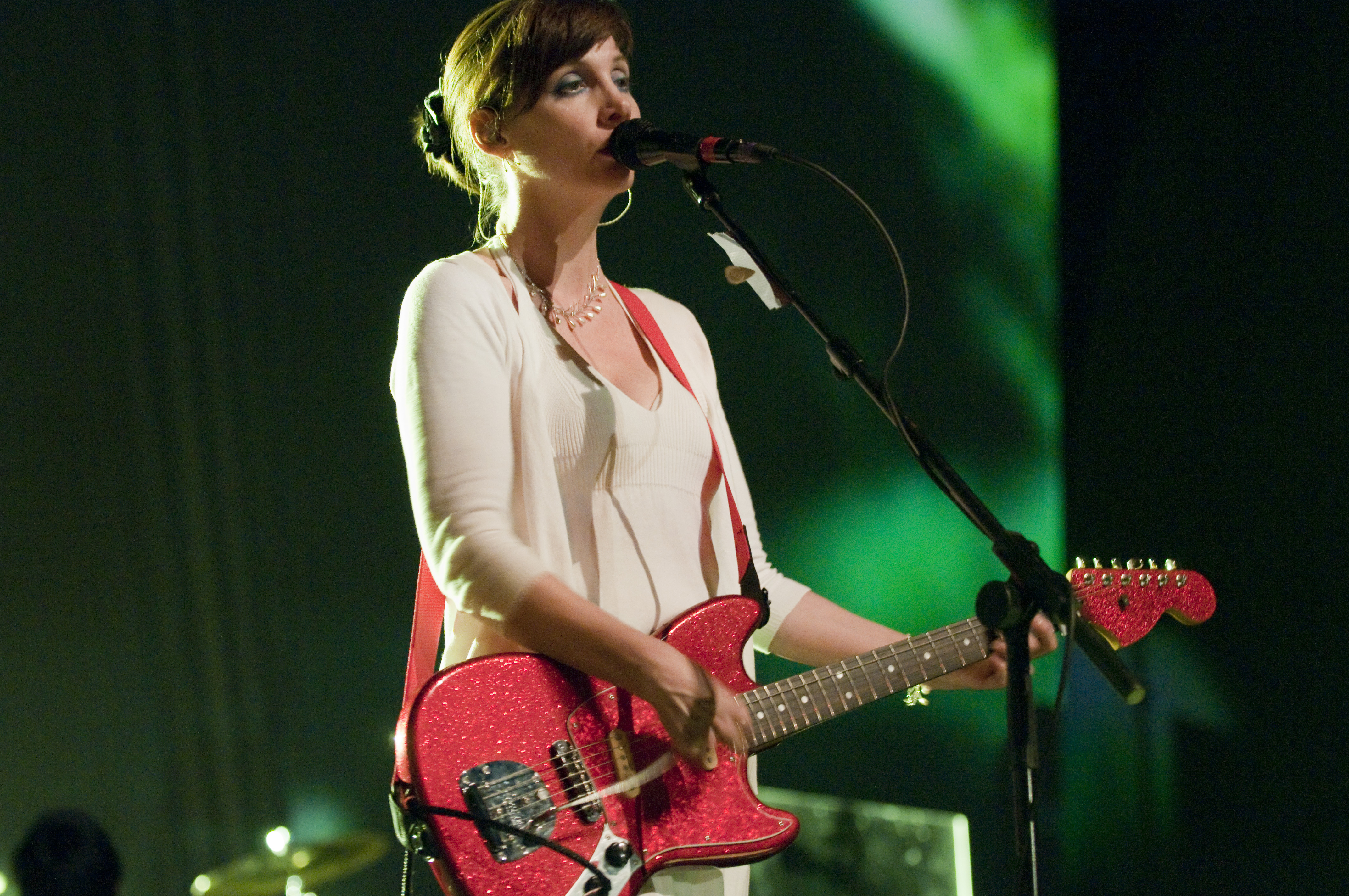
Bilinda Butcher en concert avec My Bloody Valentine en 2009

Bilinda Jayne Butcher, née le 16 septembre 1961 à Londres, est une musicienne auteur-compositeur anglaise, connue comme chanteuse et guitariste du groupe My Bloody Valentine.